# Roquefère
Roquefère  est une commune française, située dans le nord du département de l'Aude en région Occitanie.
Sur le plan historique et culturel, la commune fait partie de la Montagne Noire, un massif montagneux constituant le rebord méridional du Massif central. Exposée à un climat océanique altéré, elle est drainée par le Rieutort et par divers autres petits cours d'eau. La commune possède un patrimoine naturel remarquable composé de trois zones naturelles d'intérêt écologique, faunistique et floristique.
Roquefère est une commune rurale qui compte 71 habitants en 2022, après avoir connu un pic de population de 316 habitants en 1806. Elle fait partie de l'aire d'attraction de Carcassonne. Ses habitants sont appelés les Rocaférais ou  Rocaféraises.
Ses habitants sont les Rocaférais.
Le patrimoine architectural de la commune comprend un immeuble protégé au titre des monuments historiques : le château, inscrit en 1985.

## Géographie
La commune est limitrophe du département du Tarn.

### Communes limitrophes
Les communes limitrophes sont  Labastide-Esparbairenque, Les Ilhes, Mas-Cabardès et Mazamet.
|              | Mazamet (Tarn)                 |                          |
| Mas-Cabardès | Roquefère                      | Labastide-Esparbairenque |
|              | Les Ilhes (par un quadripoint) |                          |

### Topographie

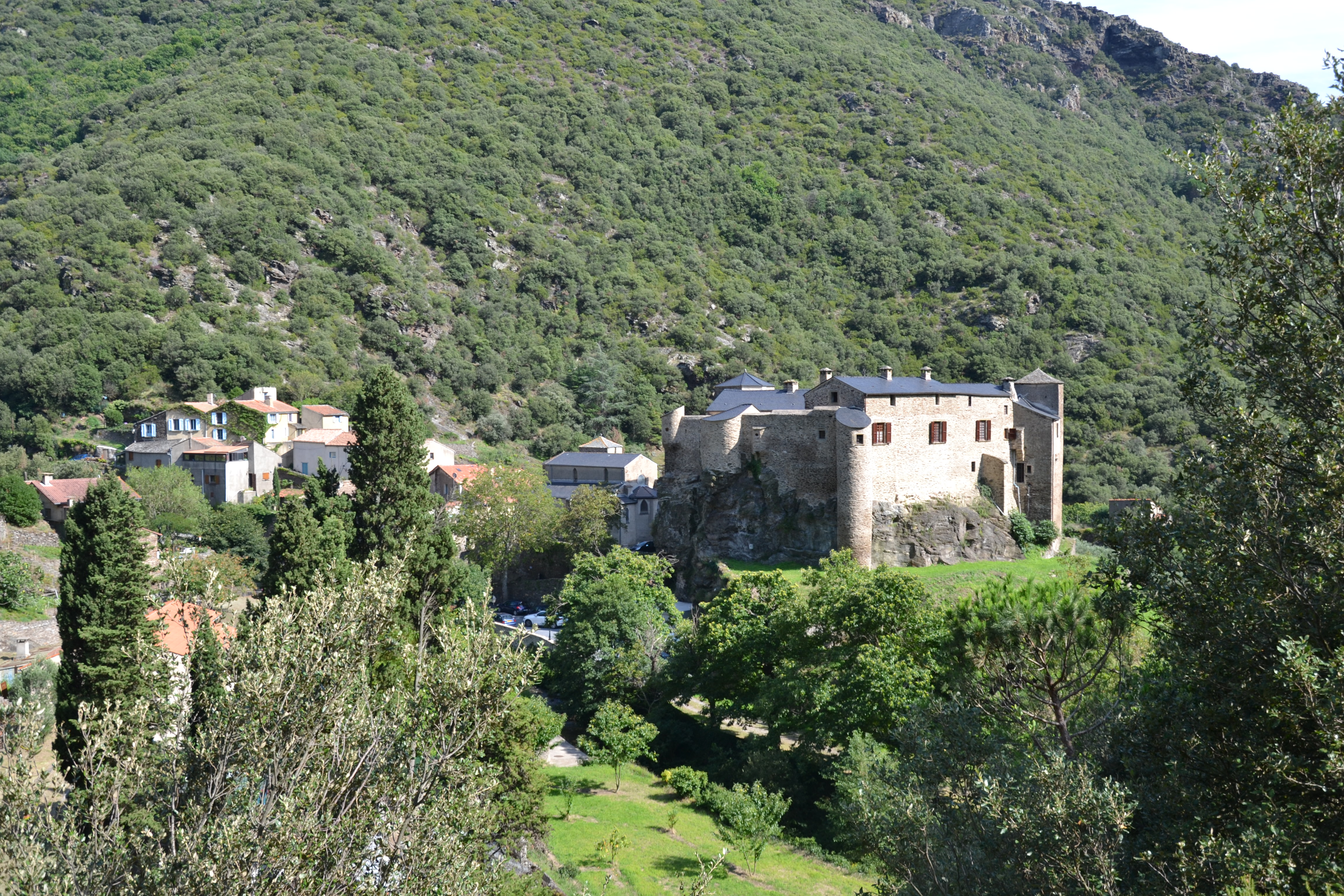
Le village et son château.

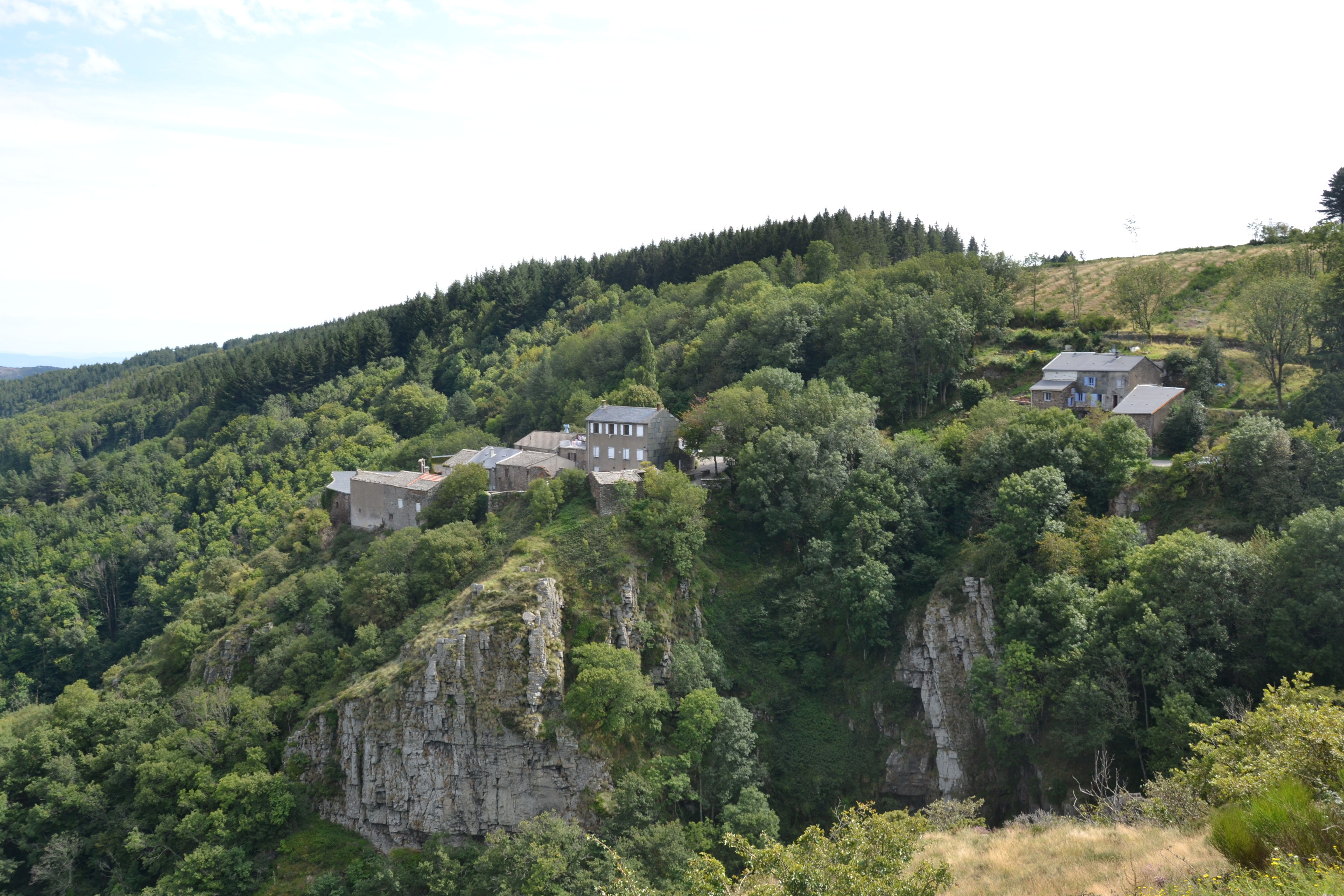
Hameau de Cubserviès.

Le village est situé à 330 m d'altitude au cœur du Cabardès. Il est encaissé dans un méandre de la vallée du Rieutort, affluent de l'Orbiel. Il est dominé par son château bâti sur un éperon rocheux et toujours habité de nos jours. Il comprend aussi deux hameaux perchés : Saint-Julien et Cubserviès, respectivement à 650 m et 730 m d'altitude, accessibles par une route étroite et sinueuse qui grimpe à flanc de montagne.
Roquefère est distant de 25 km de Carcassonne, chef-lieu du département, et de 2 km de Mas-Cabardès, chef-lieu du canton.

### Hydrographie
La commune est dans la région hydrographique « Côtiers méditerranéens », au sein du bassin hydrographique Rhône-Méditerranée-Corse. Elle est drainée par le Rieutort, le ruisseau de la Conque, le ruisseau de la Coume Rousal et le ruisseau de Lafage, qui constituent un réseau hydrographique de 11 km de longueur totale,.
Le Rieutort, d'une longueur totale de 12,2 km, prend sa source dans la commune des Martys et s'écoule vers le sud-est. Il traverse la commune et se jette dans l'Orbiel à Mas-Cabardès, après avoir traversé 4 communes.

### Climat
Pour des articles plus généraux, voir Climat de l'Occitanie et Climat de l'Aude.
En 2010, le climat de la commune est de type climat océanique altéré, selon une étude s'appuyant sur une série de données couvrant la période 1971-2000. En 2020, Météo-France publie une typologie des climats de la France métropolitaine dans laquelle la commune est toujours exposée à un climat océanique altéré et est dans une zone de transition entre les régions climatiques « Aquitaine, Gascogne » et « Provence, Languedoc-Roussillon ».
Pour la période 1971-2000, la température annuelle moyenne est de 12,3 °C, avec une amplitude thermique annuelle de 15 °C. Le cumul annuel moyen de précipitations est de 1 139 mm, avec 11 jours de précipitations en janvier et 5,7 jours en juillet. Pour la période 1991-2020, la température moyenne annuelle observée sur la station météorologique la plus proche, située sur la commune des Martys à 8 km à vol d'oiseau, est de 10,2 °C et le cumul annuel moyen de précipitations est de 1 365,7 mm,. Pour l'avenir, les paramètres climatiques de la commune estimés pour 2050 selon différents scénarios d'émission de gaz à effet de serre sont consultables sur un site dédié publié par Météo-France en novembre 2022.

### Milieux naturels et biodiversité
L’inventaire des zones naturelles d'intérêt écologique, faunistique et floristique (ZNIEFF) a pour objectif de réaliser une couverture des zones les plus intéressantes sur le plan écologique, essentiellement dans la perspective d’améliorer la connaissance du patrimoine naturel national et de fournir aux différents décideurs un outil d’aide à la prise en compte de l’environnement dans l’aménagement du territoire.
Deux ZNIEFF de type 1 sont recensées sur la commune :
la « cascade de Cubserviès » (7 ha), et 
la « vallée de l'Orbiel » (45 ha), couvrant 7 communes du département
et une ZNIEFF de type 2, : 
les « crêtes et pièmonts de la Montagne Noire » (27 188 ha), couvrant 26 communes dont 24 dans l'Aude et 2 dans l'Hérault.

Carte des ZNIEFF de type 1 et 2 à Roquefère.
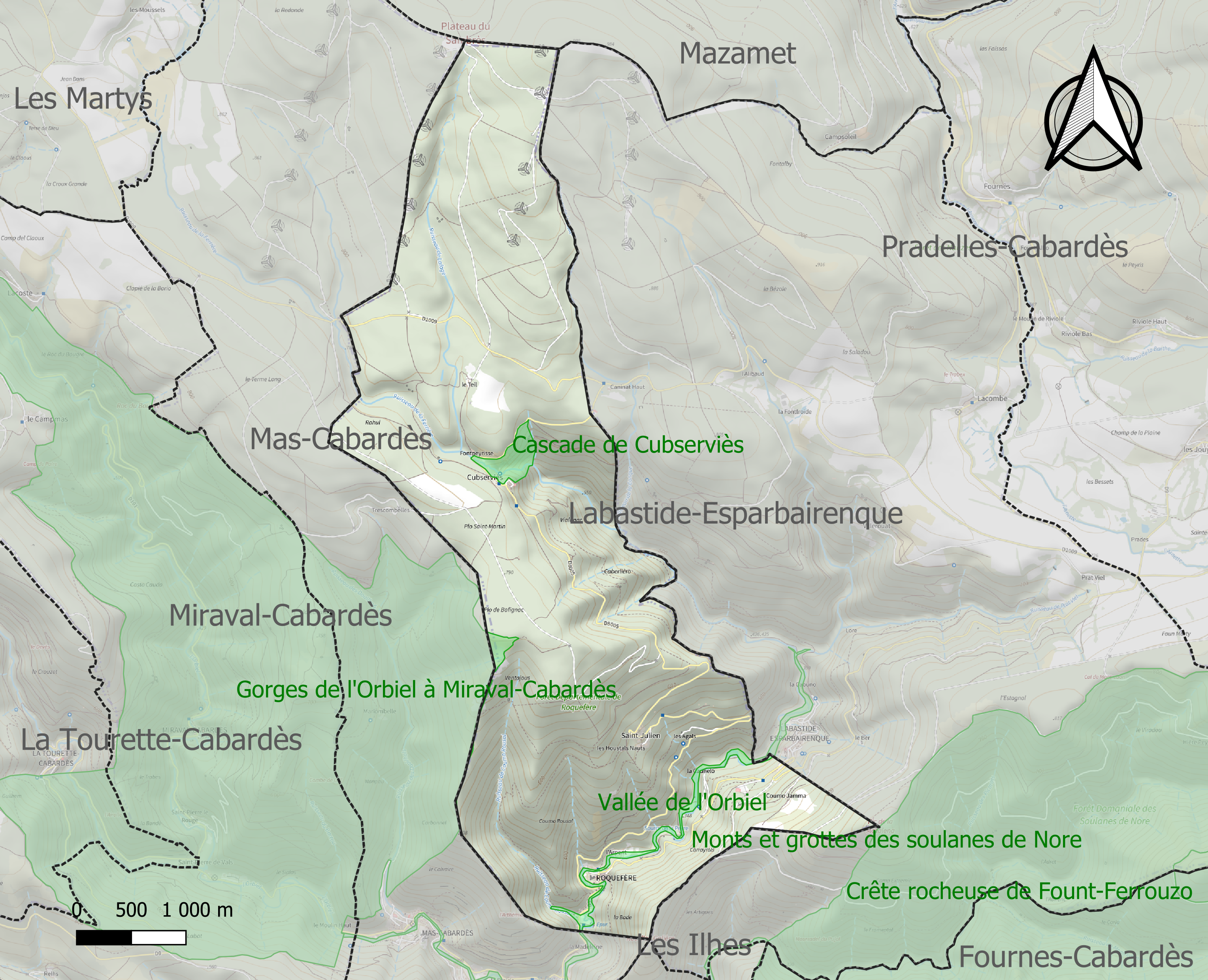
Carte des ZNIEFF de type 1 sur la commune.
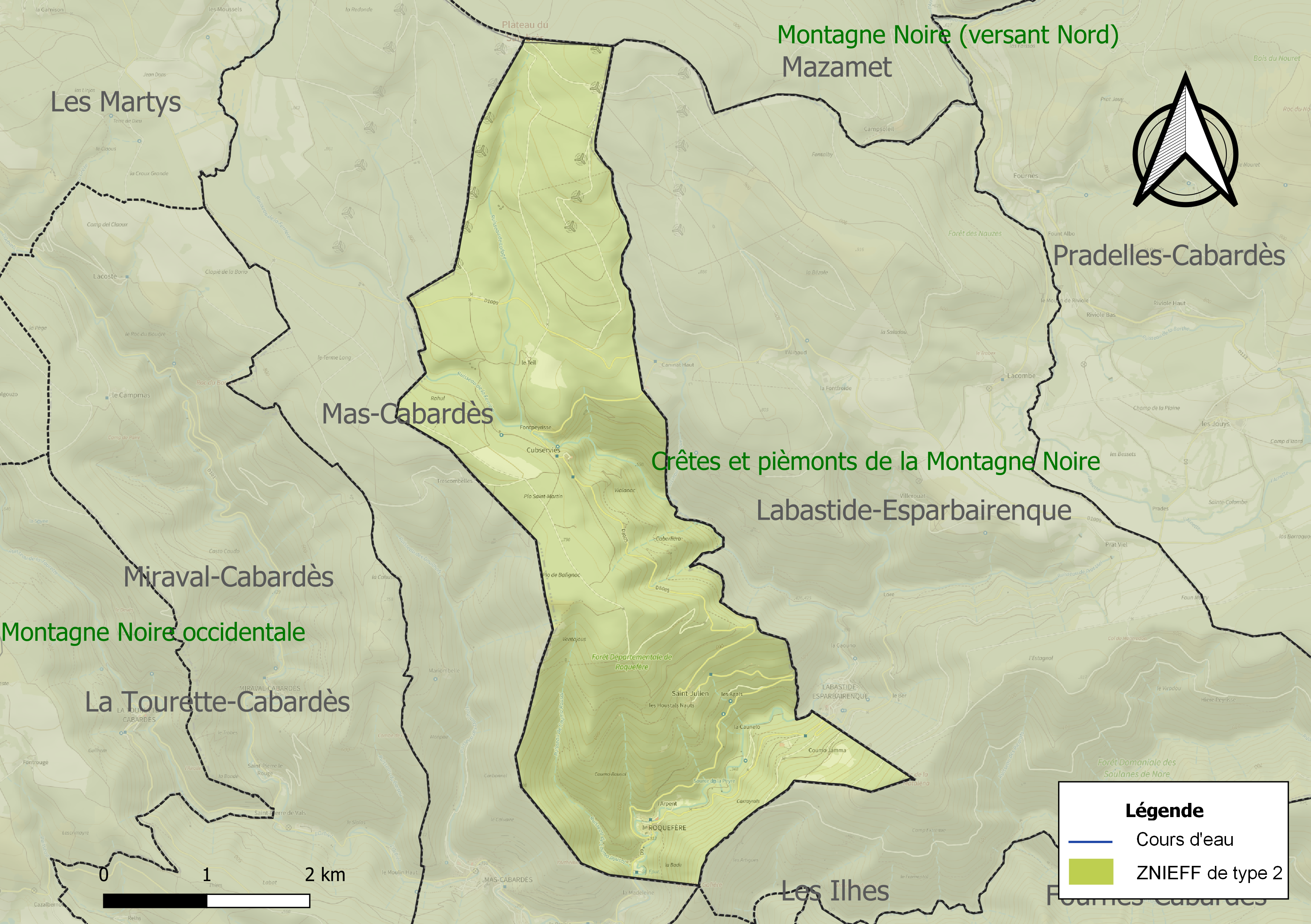
Carte de la ZNIEFF de type 2 sur la commune.

## Urbanisme

### Typologie
Au 1er janvier 2024, Roquefère est catégorisée commune rurale à habitat très dispersé, selon la nouvelle grille communale de densité à 7 niveaux définie par l'Insee en 2022.
Elle est située hors unité urbaine. Par ailleurs la commune fait partie de l'aire d'attraction de Carcassonne, dont elle est une commune de la couronne,. Cette aire, qui regroupe 115 communes, est catégorisée dans les aires de 50 000 à moins de 200 000 habitants,.

### Occupation des sols
L'occupation des sols de la commune, telle qu'elle ressort de la base de données européenne d’occupation biophysique des sols Corine Land Cover (CLC), est marquée par l'importance des forêts et milieux semi-naturels (97,3 % en 2018), une proportion identique à celle de 1990 (97,3 %). La répartition détaillée en 2018 est la suivante : 
forêts (89,4 %), milieux à végétation arbustive et/ou herbacée (7,9 %), zones agricoles hétérogènes (2,7 %). L'évolution de l’occupation des sols de la commune et de ses infrastructures peut être observée sur les différentes représentations cartographiques du territoire : la carte de Cassini (XVIIIe siècle), la carte d'état-major (1820-1866) et les cartes ou photos aériennes de l'IGN pour la période actuelle (1950 à aujourd'hui).

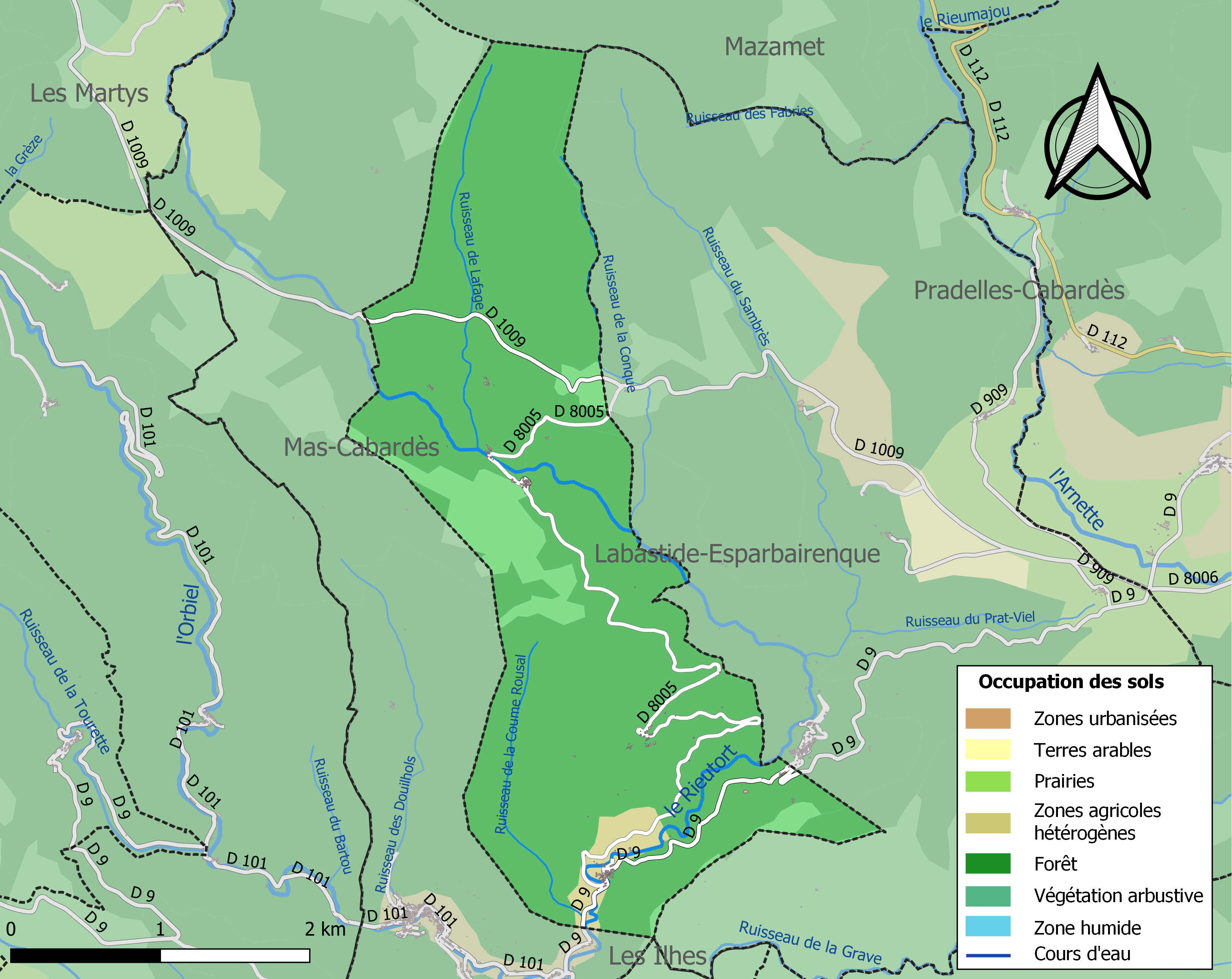
Carte des infrastructures et de l'occupation des sols de la commune en 2018 (CLC).

### Risques majeurs
Le territoire de la commune de Roquefère est vulnérable à différents aléas naturels : météorologiques (tempête, orage, neige, grand froid, canicule ou sécheresse), feux de forêts et séisme (sismicité très faible). Il est également exposé à un risque particulier : le risque de radon. Un site publié par le BRGM permet d'évaluer simplement et rapidement les risques d'un bien localisé soit par son adresse soit par le numéro de sa parcelle.

#### Risques naturels

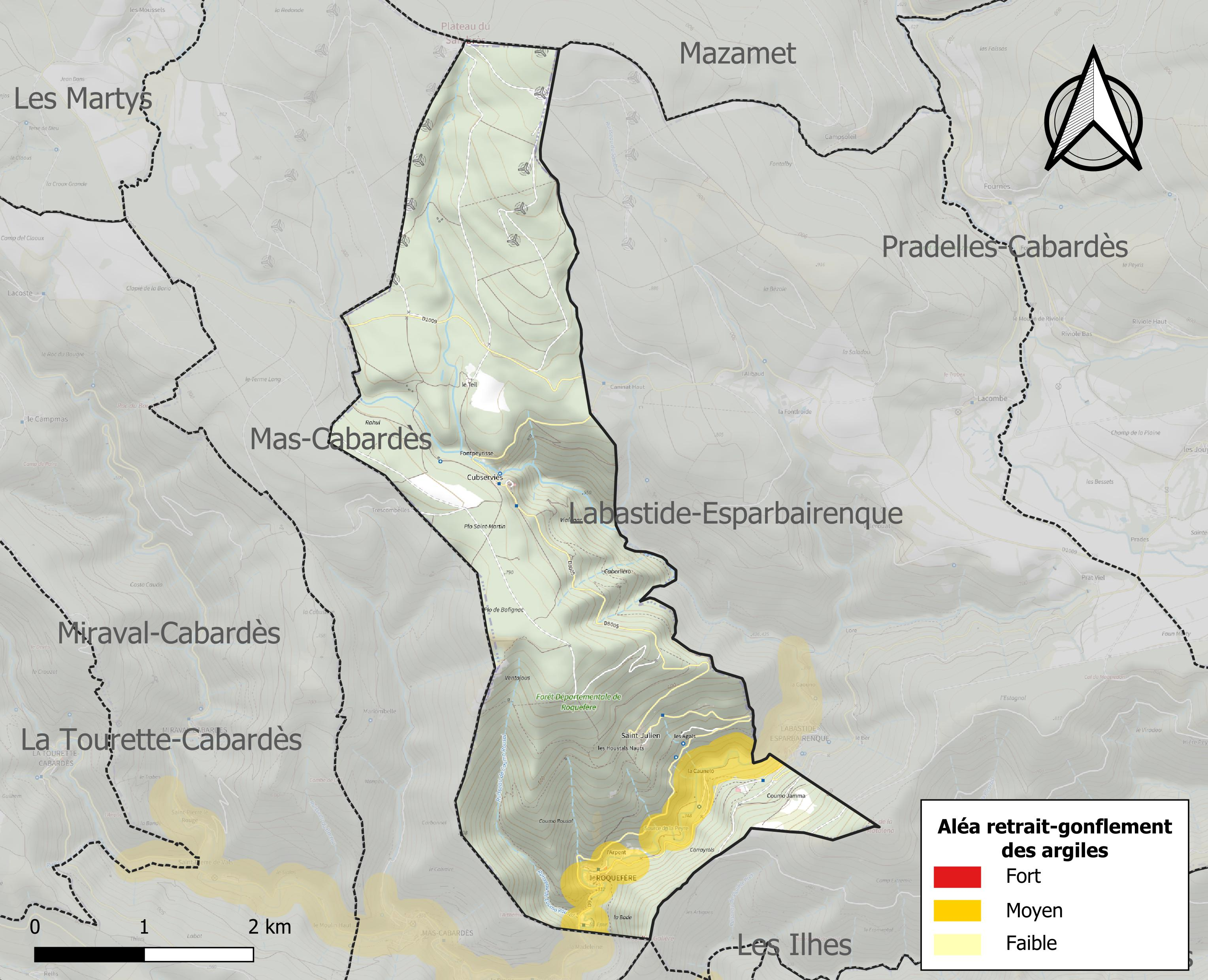
Carte des zones d'aléa retrait-gonflement des sols argileux de Roquefère.

Le retrait-gonflement des sols argileux est susceptible d'engendrer des dommages importants aux bâtiments en cas d’alternance de périodes de sécheresse et de pluie. 6,3 % de la superficie communale est en aléa moyen ou fort (75,2 % au niveau départemental et 48,5 % au niveau national). Sur les 63 bâtiments dénombrés sur la commune en 2019, 30 sont en aléa moyen ou fort, soit 48 %, à comparer aux 94 % au niveau départemental et 54 % au niveau national. Une cartographie de l'exposition du territoire national au retrait gonflement des sols argileux est disponible sur le site du BRGM,.

#### Risque particulier
Dans plusieurs parties du territoire national, le radon, accumulé dans certains logements ou autres locaux, peut constituer une source significative d’exposition de la population aux rayonnements ionisants. Certaines communes du département sont concernées par le risque radon à un niveau plus ou moins élevé. Selon la classification de 2018, la commune de Roquefère est classée en zone 3, à savoir zone à potentiel radon significatif.

## Histoire
Les seigneurs de Roquefère sont mentionnés pour la première fois au début du XIIe siècle. En 1124, Guillaume de Roquefère, premier seigneur du lieu dont le nom est connu, fit allégeance à Bernard Aton Trencavel, vicomte de Carcassonne. Ses descendants ont été, comme les seigneurs de Cabaret, des protecteurs de la cause cathare, ce qui entraîna  leur destitution à l’issue de la croisade conduite par Simon de Monfort.
Louis VIII aurait alors attribué la seigneurie de Roquefère à un certain Henri ALAMANN.
Louis IX, plus connu sous le nom de Saint-Louis, confirma cette donation et l’assortit des droits de justice. Henri Alamann aurait suivi Saint-Louis dans ses croisades et ce dernier lui aurait fait donation d’une épine de la couronne du Christ encore vénérée aujourd’hui dans l’église de Roquefère. Ramond est le dernier représentant de la lignée Alamann à  apparaître dans des documents de 1338.
En 1372, Maurice  de Bar, qui possédait déjà la baronnie de Capendu et les seigneuries d’Aigues-Vives et de Marseillette, est mentionné comme seigneur de Roquefère. Roquefère demeura un siècle et demi entre les mains de cette famille, puis fut transmise par le mariage de Jeanne de Bar à Jean de Narbonne-Talairan. En 1553, Aymeric, successeur de Jean, revendit le fief à Jean de Maurel, seigneur d’Aragon.
Roquefère, comme tous les villages de la région, eut à souffrir des guerres de religion. Le château fut pris par les protestants le 26 février 1574, puis retomba aux mains des catholiques un mois plus tard.
En 1633, Bertrand de Maurel se dessaisit de la seigneurie au profit d’Antoine de Cansac, bourgeois du Mas-Cabardès, pour le prix de 12 000 livres. La seigneurie qui comprenait aussi Cubserviès et Labastide-Esparbairenque fut ensuite attribué à Antoine Cathala (ou Cathelan), neveu des Cansac. Celui-ci à partir de 1638 entrepris la restauration du château qui était en très mauvais état. La famille acquit un titre de noblesse et le nom de François de Cathelan de Roquefère apparait en 1693 à l’occasion de l’enregistrement des armoiries de la famille.
Au XVIIIe siècle, on signale un long procès intenté par la communauté de Labastide aux châtelains à propos des droits d’usage des forêts.
L’essentiel du  patrimoine foncier fut conservé par la famille lors de la Révolution. Par la suite ce patrimoine fut progressivement vendu.
La famille de Roquefère s’éteignit en 1902.
À partir de la fin du XIXe siècle, Roquefère, comme tous les villages de la région, connut un déclin économique qui eut pour conséquence un important exode rural.
Le village a retrouvé aujourd’hui, mais à un niveau faible, une relative stabilité démographique avec la présence de retraités qui goûtent la tranquillité des lieux.

## Politique et administration
| Période                                  | Période   | Identité     | Étiquette | Qualité                                                  |
| ---------------------------------------- | --------- | ------------ | --------- | -------------------------------------------------------- |
| ?                                        | juin 1995 | Roger Bels   | PS        | Conseiller général du Canton de Mas-Cabardès (1974→1992) |
| juin 1995                                | en cours  | Francis Bels | PS        | Conseiller général du Canton de Mas-Cabardès (1992→2015) |
| Les données manquantes sont à compléter. |           |              |           |                                                          |

## Démographie
L'évolution du nombre d'habitants est connue à travers les recensements de la population effectués dans la commune depuis 1793. Pour les communes de moins de 10 000 habitants, une enquête de recensement portant sur toute la population est réalisée tous les cinq ans, les populations de référence des années intermédiaires étant quant à elles estimées par interpolation ou extrapolation. Pour la commune, le premier recensement exhaustif entrant dans le cadre du nouveau dispositif a été réalisé en 2006.

En 2022, la commune comptait 71 habitants, en évolution de −10,13 % par rapport à 2016 (Aude : +2,65 %, France hors Mayotte : +2,11 %).
| 1793 | 1800 | 1806 | 1821 | 1831 | 1836 | 1841 | 1846 | 1851 |
| ---- | ---- | ---- | ---- | ---- | ---- | ---- | ---- | ---- |
| 267  | 276  | 316  | 253  | 279  | 276  | 310  | 293  | 266  |

| 1856 | 1861 | 1866 | 1872 | 1876 | 1881 | 1886 | 1891 | 1896 |
| ---- | ---- | ---- | ---- | ---- | ---- | ---- | ---- | ---- |
| 261  | 273  | 286  | 263  | 258  | 230  | 219  | 252  | 231  |

| 1901 | 1906 | 1911 | 1921 | 1926 | 1931 | 1936 | 1946 | 1954 |
| ---- | ---- | ---- | ---- | ---- | ---- | ---- | ---- | ---- |
| 203  | 213  | 201  | 150  | 124  | 111  | 111  | 105  | 98   |

| 1962 | 1968 | 1975 | 1982 | 1990 | 1999 | 2006 | 2011 | 2016 |
| ---- | ---- | ---- | ---- | ---- | ---- | ---- | ---- | ---- |
| 75   | 50   | 39   | 44   | 57   | 56   | 80   | 69   | 79   |

| 2021 | 2022 | - | - | - | - | - | - | - |
| ---- | ---- | - | - | - | - | - | - | - |
| 74   | 71   | - | - | - | - | - | - | - |

## Économie

### Emploi
| Division       | 2008   | 2013   | 2018   |
| -------------- | ------ | ------ | ------ |
| Commune        | 10,4 % | 4,9 %  | 24,4 % |
| Département    | 10,2 % | 12,8 % | 12,6 % |
| France entière | 8,3 %  | 10 %   | 10 %   |

En 2018, la population âgée de 15 à 64 ans s'élève à 46 personnes, parmi lesquelles on compte 73,3 % d'actifs (48,9 % ayant un emploi et 24,4 % de chômeurs) et 26,7 % d'inactifs,. Depuis 2008, le taux de chômage communal (au sens du recensement) des 15-64 ans est supérieur à celui de la France et du département.
La commune fait partie de la couronne de l'aire d'attraction de Carcassonne, du fait qu'au moins 15 % des actifs travaillent dans le pôle,. Elle compte 8 emplois en 2018, contre 14 en 2013 et 11 en 2008. Le nombre d'actifs ayant un emploi résidant dans la commune est de 25, soit un indicateur de concentration d'emploi de 32 % et un taux d'activité parmi les 15 ans ou plus de 49,3 %.
Sur ces 25 actifs de 15 ans ou plus ayant un emploi, 8 travaillent dans la commune, soit 32 % des habitants. Pour se rendre au travail, 68 % des habitants utilisent un véhicule personnel ou de fonction à quatre roues, 4 % les transports en commun, 4 % s'y rendent en deux-roues, à vélo ou à pied et 24 % n'ont pas besoin de transport (travail au domicile).

### Activités
7 établissements sont implantés  à Roquefère au 31 décembre 2019.
Le secteur de l'industrie manufacturière, des industries extractives et autres est prépondérant sur la commune puisqu'il représente 42,9 % du nombre total d'établissements de la commune (3 sur les 7 entreprises implantées  à Roquefère), contre 8,8 % au niveau départemental.
Aucune exploitation agricole ayant son siège dans la commune n'est recensée lors du recensement agricole de 2020 (cinq en 1988),.

## Culture locale et patrimoine

### Lieux et monuments
- Dolmens de Ventajous

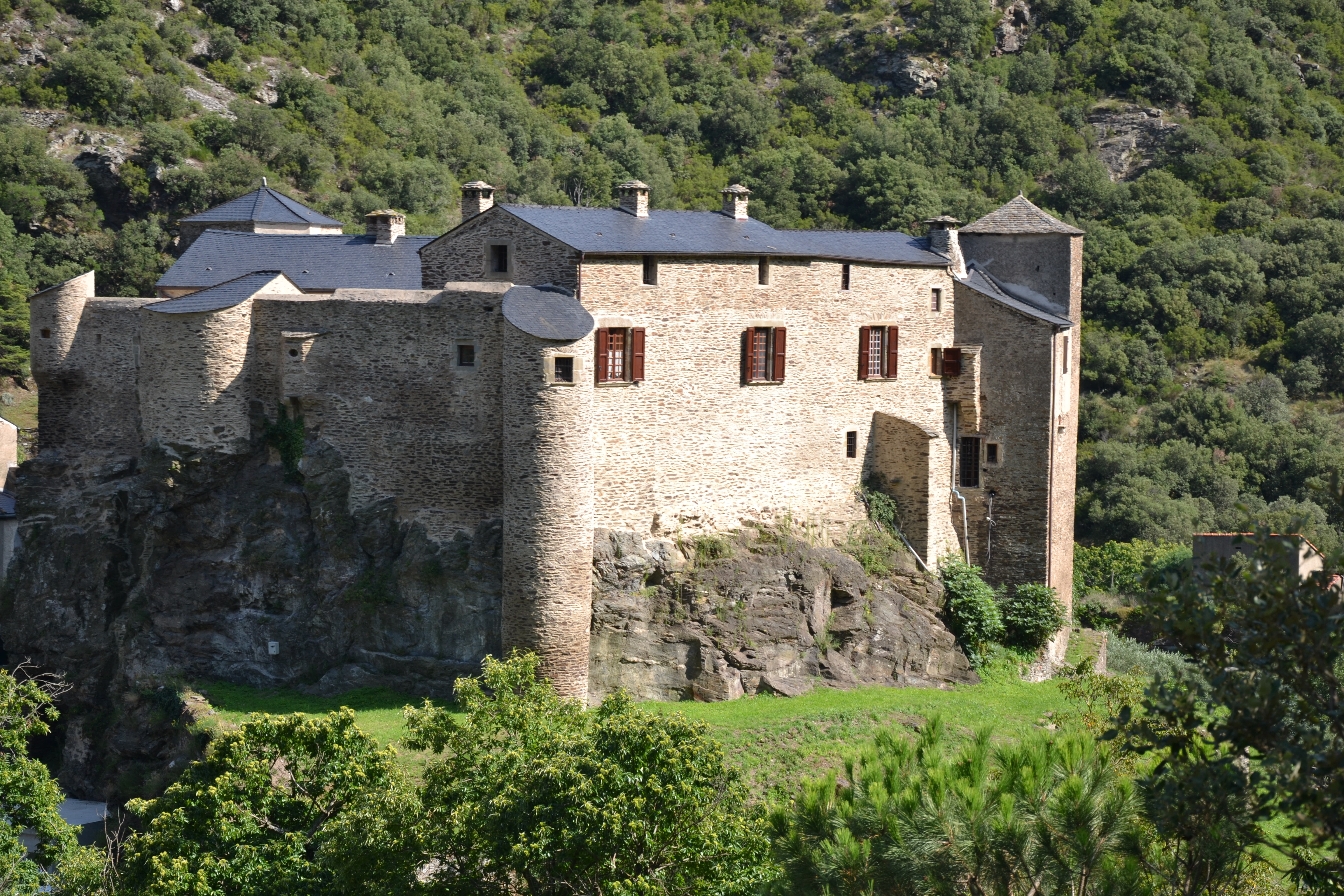
Château - façade nord.

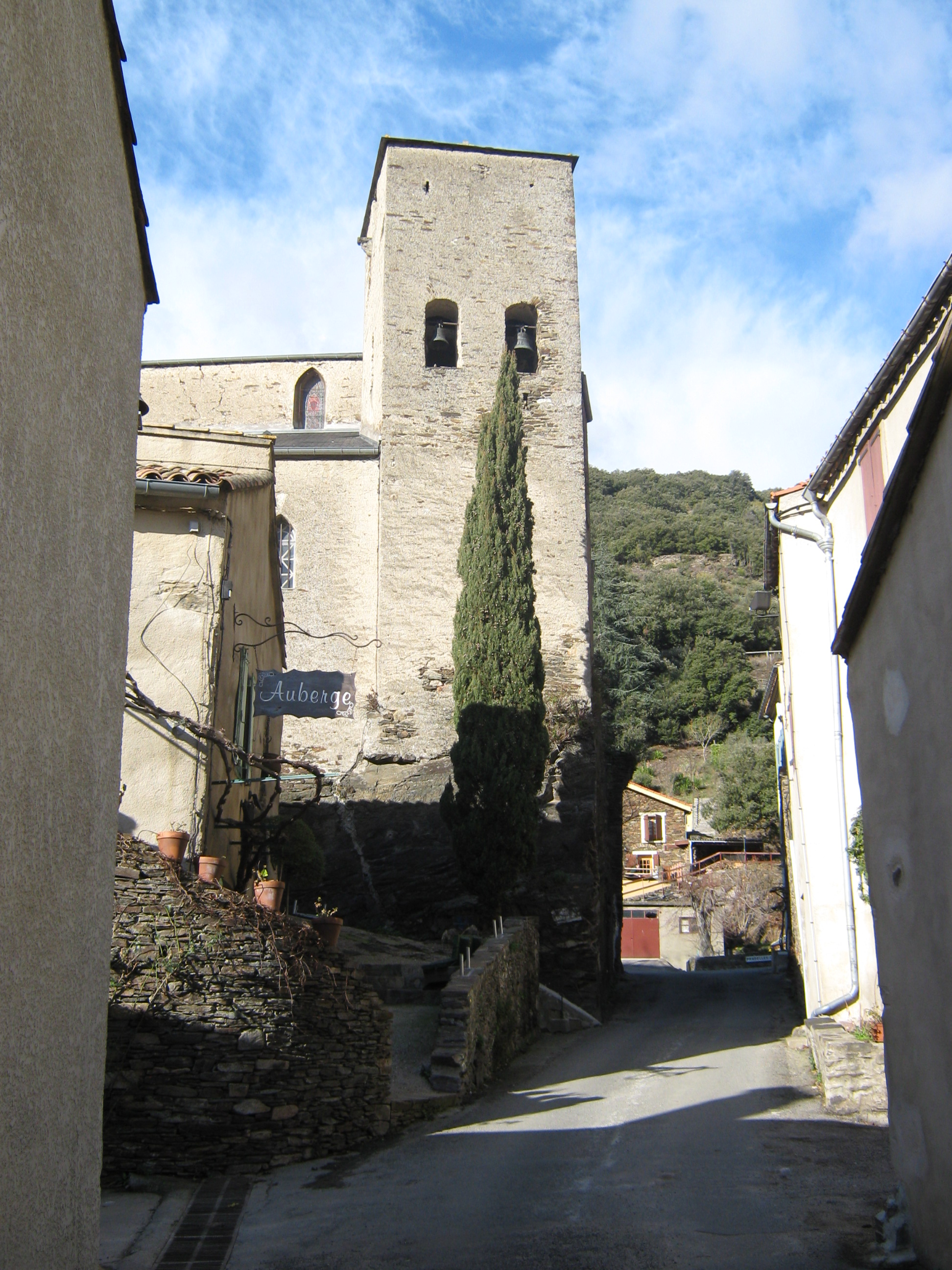
Clocher de l'église Sainte-Foy.

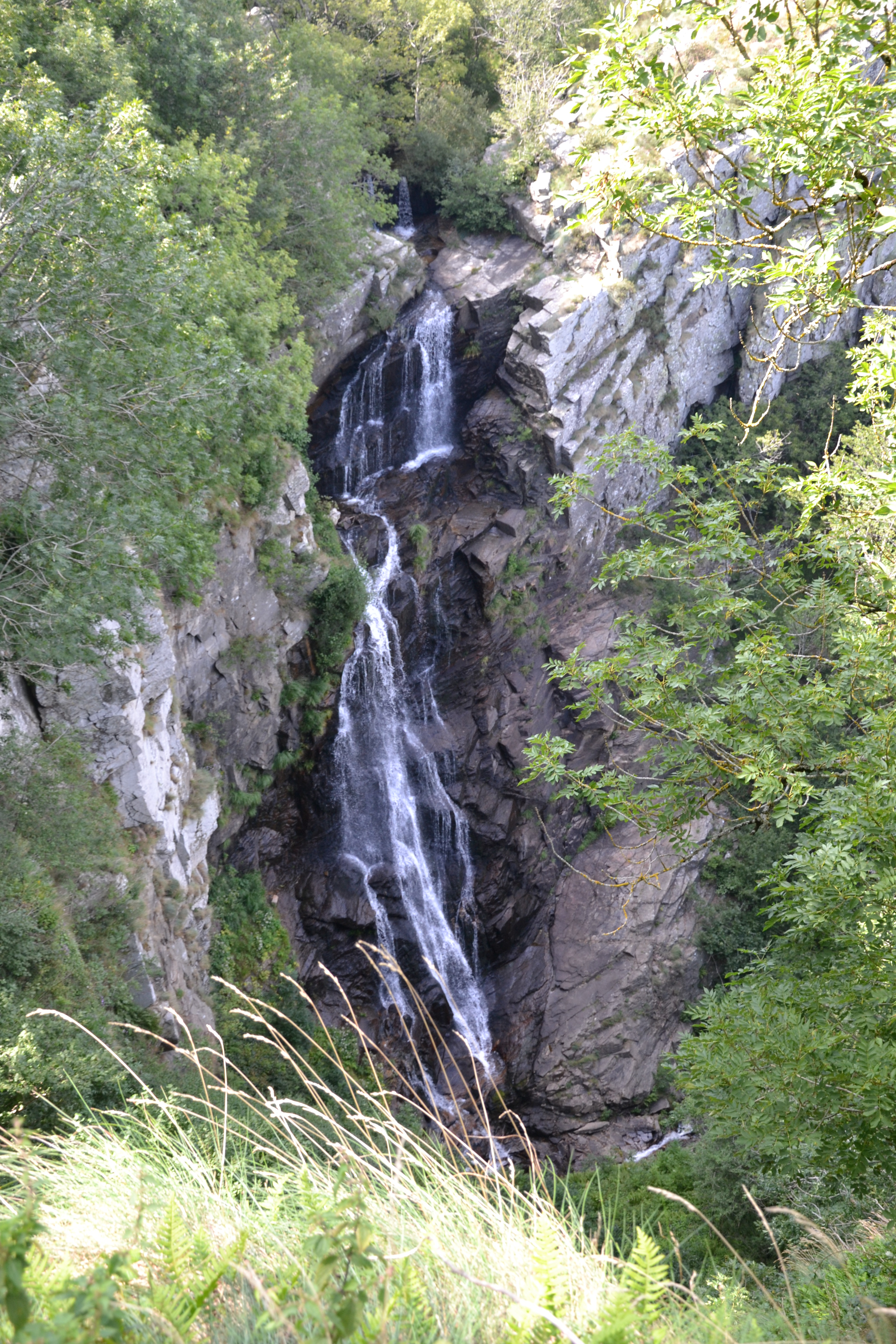
Cascade de Cubserviès.

Trois dolmens (monuments funéraires préhistoriques ) ont été édifiés au lieu-dit Ventajous au nord de la commune.
- Cascade de Cubserviès

Cette cascade, une des plus hautes de la région (50 m environ), est visible d'un belvédère situé dans le hameau de Cubserviès.
- Château de Roquefère

Ce château dont l'origine remonte au XIIe siècle est construit sur une protubérance rocheuse dominant le Rieutort. Il surveillait cette vallée qui était une voie de communication vers l'Albigeois. Depuis l'époque féodale il n'a subi que peu de modifications dans sa configuration. Mais une partie de l'édifice actuel (notamment les deux tours carrées et la façade sud) date du XVIIe siècle.
Le château a toujours été occupé depuis ses origines. Il appartient aujourd'hui à une personne privée.
- Calvaire de Roquefère

Ce calvaire a été édifié au XIXe siècle à l'initiative de la famille propriétaire du château. Des cérémonies religieuses se sont déroulées sur ce site jusqu'au milieu du XXe siècle. Il a ensuite été abandonné et s'est rapidement délabré. Cédé à la commune, il fait l'objet aujourd'hui d'un projet de réhabilitation et d'une demande d'inscription aux monuments historiques. Il n'est pas pour l'instant accessible au public.
- Église Sainte-Foy de Roquefère.

Cette église renferme l'épine de la couronne du Christ qui, selon la légende, aurait été offerte par Saint-Louis au seigneur de Roquefère qui l'avait accompagné dans ses croisades.
- Église Saint-André de Roquefère. L'Abside, la chapelle de la Vierge, et le clocher ont été inscrits au titre des monuments historiques en 1948[33].
- Chapelle Notre-Dame de Cubserviès.
le hameau de Cubservies est inscrit au titre des sites naturels depuis 1964[34].

## Vie locale
L'animation se concentre dans la période estivale.
Le village de Roquefère est désormais connu pour son festival "Jazz sous les châtaigniers" qui rassemble chaque année début août au pied du château de très nombreux amateurs.
La commune accueille également de nombreux randonneurs. Elle fait partie du  circuit des "Villages perchés en Montagne Noire".

### Personnalités liées à la commune
- Antoine François Bertrand de Molleville (1744-1818), seigneur de Roquefère.

### Héraldique
| Blason de Roquefère | Blason  | De sable aux deux pals d'or.                     |
| Blason de Roquefère | Détails | Le statut officiel du blason reste à déterminer. |